# توني سبنسر
توني سبنسر (بالإنجليزية: Tony Spencer)‏ (23 أبريل 1965 بتشيسوك في المملكة المتحدة - ) هو لاعب كرة قدم بريطاني في مركز الظهير. لعب مع نادي برينتفورد.